# Timi Koro
Timi Koro est un Tumu Korero (orateur historien),, originaire du district d'Arutanga sur l'île d'Aitutaki. Il décède le 3 novembre 1933.
Quelques-uns de ses récits ont été traduits par Drury Low et publiés dans le Journal of the Polynesian Society en 1934 en trois parties sous le titre "traditions of Aitutaki".

## Œuvres
- The Story of Ru's Canoe and the Discovery and Settlement of Aitutaki
- The Story of Te Erui Ariki and His Canoe Viripo-Moetakauri, Which Was the Second Canoe to Reach Utataki-enua-o Ru (Aitutaki)
- The Story of the Canoe Te Kare-roa-i-tai, Which Was Sailed by Ruatapu Ariki